# 總已知重量
總已知重量 (Total known weight，TKW) 這個名詞主要是隕石收藏家和經銷商用於陳述在單一隕石名稱下所有已知碎片的總重量 ，而總已知質量只是被命名的隕石進入大氣層之前原始總質量 (也稱為大氣前質量) 的一部分。

## 質量和TKW
流星體在穿越大氣層後成為隕石，並會因燒蝕失去部分質量，因此墜落隕石的總質量 (忽略它們融化的外殼在地面的氧化過程中所添加的質量) 永遠都低於原始流星體的總質量。一顆隕石總已知質量的上限因而就是墜落隕石的質量。
一些因素會導致總已知質量會低於墜落的質量。當母體的流星體碎裂時，產生墜落隕石的頻率通常都是石質的 (參見主條目)。只有在所有的碎片100%都被收集到的情況下，總已知質量才會與墜落的質量相同。如果發現有先前未被發現的碎片，原則上，這個總已知質量會上昇。然而，這會造成隕石命名方法的複雜。在歷史上 (1970年代之前)，每顆隕石只是簡單的依據地理名稱命名。在已知的隕石總數很少時，這通常是一個簡單的問題，新發現的碎片可以和以前的隕石配對。當配對能成立時，新發現的隕石不會獲得新的名稱，並且將會增加原有隕石的總已知質量。但是，最近在乾地和地區發現大量集中的隕石，使得隕石必須有新的命名規則。在這種情況下，必須先對個別的隕石編號 (參見主條目)，即使有強烈的理由可以將新發現的碎片與較早發現的碎片配對，每個新發現的碎片仍都有一個唯一的編號。在這種情況下，當碎片還在尋找中時，隕石的總已知質量是固定不能增加的。

## 應用
低TKW意味著收藏家和科學家只有少量的物質。總已知重量是定價的關鍵因素，尤其是罕見的隕石類型。